# 伦泰拉
伦泰拉是意大利阿布鲁佐大区基耶蒂省的一个镇。